# Calamosternus subdolus
Calamosternus subdolus är en skalbaggsart som beskrevs av Rudolph Petrovitz 1962. Calamosternus subdolus ingår i släktet Calamosternus och familjen Aphodiidae. Inga underarter finns listade.